# Auxerrois blanc

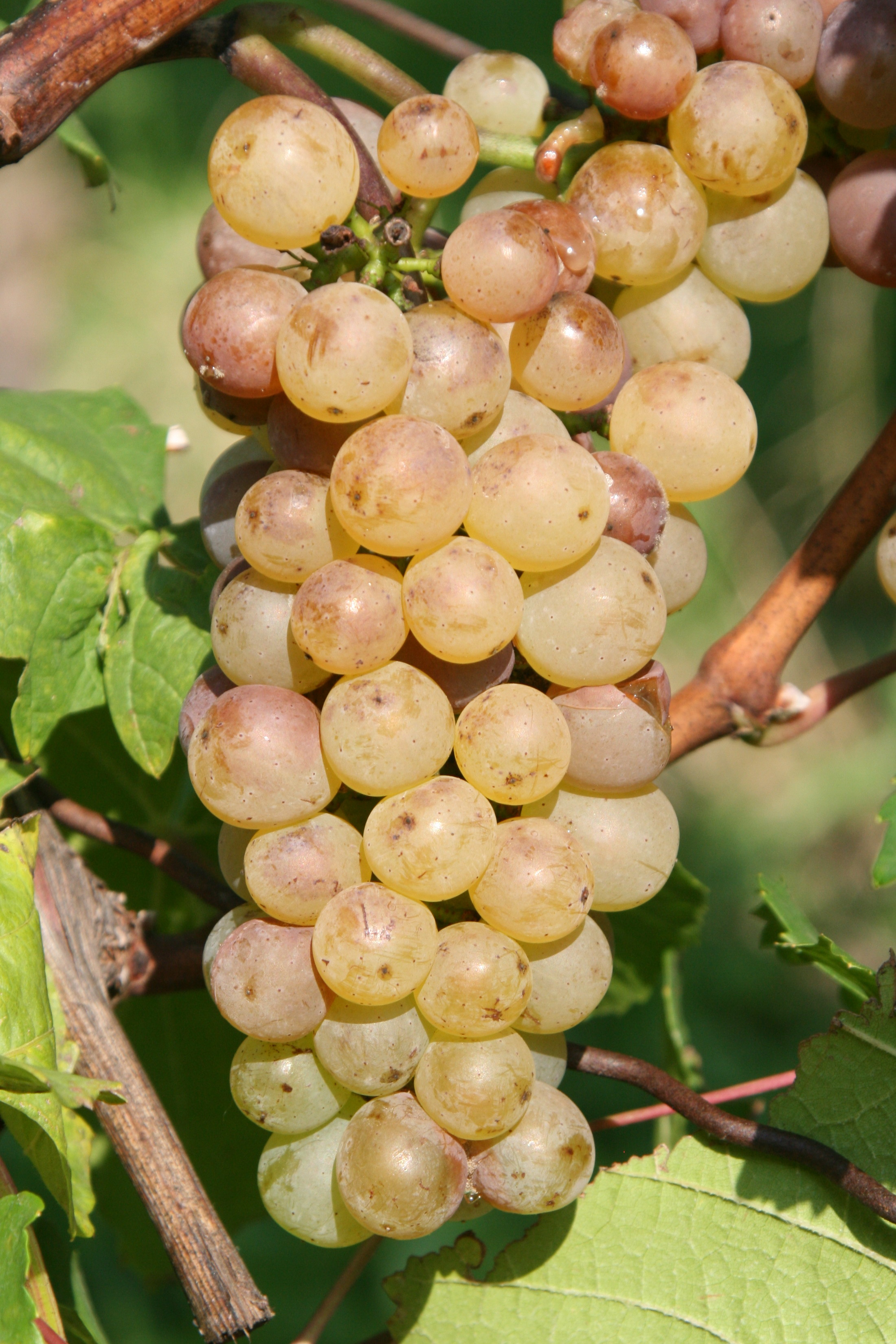
Racimo de auxerrois blanc.

La auxerrois blanc o auxerrois blanc de Laquenexy es una variedad de uva blanca prominente en el Alsacia, y que también se cultiva en Alemania y Luxemburgo. Es hermana de la variedad chardonnay y a menudo es mezclada con pinot blanc, que tiene características similares.

## Historia
Se cree que la auxerrois blanc se originó cerca de Auxerre, capital del departamento de Yonne. Recientes estudios de su ADN sugieren que se originó por un cruce entre la gouais blanc y la pinot. Un cruce entre ambas variedades originó también la variedad chardonnay. El nombre auxerrois blanc también se ha usado como un sinónimo de la chardonnay en la región vinícola de Mosela, en Francia, lo produjo que a esta uva se la llamara ahí auxerrois blanc de Laquenexy.

## Regiones

### Francia
Las 1.950 hectáreas de auxerrois blanc de Francia se encuentran en su mayor parte en Alsacia. Hay algunas hectáreas en Côtes de Toul, Lorena. Suele mezclarse en vinos llamados "pinot blanc" (que podrían tener auxerrois blanc, pinot blanc, pinot gris y pinot noir vinificada como vino blanco). Es un componente importante del Crémant d'Alsace.

### Alemania y Luxemburgo
En Alemania y Luxemburgo se la conoce simplemente como auxerrois. En Alemania había 218 ha de esta variedad en 2012. La mayor parte de los viñedos de esta variedad están en Renania-Palatinado (135 ha) y Baden-Württemberg (75 ha). Las principales áreas de cultivo son Baden (71 ha) y el Palatinado (69 ha).

### Estados Unidos
La auxerrois es una variedad de climas fríos. La bodega Bel Lago Vineyards and Winery, localizada en la península Leelanau de Míchigan, introdujo ahí la auxerrois en 1987. La bodega Chateau Fontaine cultiva auxerrois en dicha península.
David Adelsheim introdujo la variedad en Oregón en la década de 1990. Al ser una variedad de climas fríos, solo hay cinco viñedos de esta en Oregón: Ribbon Springs Vineyard (Adelsheim Vineyard); Zenith Vineyard, Russell-Grooters Vineyard on Savannah Ridge (Carlton Cellars), Sunnyside Vineyard y Havlin Vineyard.

### Canadá
En Canadá, la auxerrois crece en la isla de Vancouver, en la Columbia Británica, donde se mezcla con éxito con la variedad Ortega (en el viñedo Dragonfly Hill Vineyard), que también es de clima frío, y con chardonnay (un vino de mezcla con bacchus de Anderlea Vineyards). Unos cinco o seis productores hacen vinos monovarietales con esta variedad en Okanagan. El vino de auxerrois más notable es el de Gray Monk Vineyards, al norte de Kelowna, porque este productor fue el que trajo la vid de Alsacia en la década de 1970.
En Ontario, las fincas de las bodegas Viewpointe y las bodegas Oxley cultivan esta variedad y producen monovarietales. La bodega Pelee Island Winery mezcla auxerrois con chardonnay. La bodega Château des Charmes fue la primera de Ontario que plantó auxerrois a mediados de 1980.

### Reino Unido
La auxerrois crecen en unos pocos viñedos del Reino Unido, como Davenport Vineyards, Danebury Vineyard y a'Becketts Vineyard. La auxerrois es usada para producir vinos normales y espumosos, a menudo mezclándola con otras variedades. Aunque se usa para espumosos, estos no están incluidos en la lista de vinos espumosos de la calidad recogidos en una Protected Designation of Origin.

## Vino y viticultura
Prefiere suelos calizos, y madura un poco antes que la pinot blanc. Tiene racimos pequeños y compactos.

## Sinónimos
Sus sinónimos son arboisier, arnaison blanc, arnoison, aubaine, auvergnat blanc, auvernas blanc, auvernat blanc, auxois blanc, bargeois blanc, beaunois, blanc de Champagne, breisgauer sussling, Burgundi feher, Chablis, chardennet, chardonnay blanc, chatey petit, chaudenet, claevner, clevner weiss, epinette blanche, epinette de Champagne, ericey blanc, feher chardonnay, feherburgundi, feinburgunder, gamay blanc, gelber weissburgunder, gentil blanc, grosse Bourgogne, klawner, klevanjka biela, lisant, luisant, luizannais, luizant, luzannois, maconnais, maurillon blanc, melon blanc, melon d'Arbois, moreau blanc, morillon blanc, moulon, noirien blanc, petit chatey, petit Sainte-Marie, pino shardone, pinot blanc a cramant, pinot blanc chardonnay, pinot chardonnay, plant de tonnerre, romere, romeret, rouci bile, rousseau, roussot, rulander weiss, Sainte Marie petite, sardone, shardone, weiss silber, weissedler, auxerrois blanc de Laquenexy y auxerrois de Laquenexy.